# Ann Sofie Orth
Ann Sofie Orth (født 9. november 1968 på Frederiksberg) er en dansk politiker fra Det Konservative Folkeparti, der fra og med 1. januar 2022 er borgmester i Rudersdal Kommune, hvor hun afløste Venstres Jens Ive. Orth blev valgt på det konstituerende kommunalbestyrelsesmøde 1. december 2021.